# Daerim (métro de Séoul)
Daerim (en coréen 대림역) est une station de correspondance entre la ligne 2 et la ligne 7 du métro de Séoul. Elle est située dans les arrondissement de Guro-gu et Yeongdeungpo-gu à Séoul en Corée du Sud. Elle dessert notamment l'Université Konkuk.
Ouverte en 1984, elle devient une station de correspondance en 2000. Elle est desservie par les rames omnibus qui circulent sur la ligne 2 et sur la ligne 7.

## Situation sur le réseau

Plan du réseau (2023)

Établie en aérien, la station de correspondance Daerim est située : sur la ligne principale circulaire de la ligne 2 du métro de Séoul, entre la station Sindorim, en direction de Hôtel de Ville, rotation dans le sens des aiguilles d'une montre sur la section circulaire, et la station Sindaebang, en direction de Hôtel de Ville, rotation dans le sens inverse des aiguilles d'une montre sur la section circulaire ; elle est également située sur la ligne 7 du métro de Séoul, entre la station Sinpung, en direction du terminus nord Jangam, et la station Namguro, en direction du terminus ouest Seongnam.

## Histoire
La station Daerim est mise en service le 22 mai 1984, lors de l'ouverture à l'exploitation de la section de Université nationale de Séoul à Euljiro 1(il)-ga (via Sindorim) qui marque l'achèvement de la ligne circulaire de la ligne 2 du métro de Séoul.
Elle devient une station de correspondance le 29 février 2000 lors de l'ouverture à l'exploitation de la section ouest de la ligne 7 du métro de Séoul, entre Sinpung et Onsu.

## Services aux voyageurs

### Accès et accueil
Établie au 351 Dorimcheon-ro, la station dispose de douze accès, numérotés de 1 à 12. Des escaliers, escaliers mécaniques et ascenseurs permettent les circulations piétonnes entre les différents niveaux. Elle est notamment équipée d'automates pour l'achat de titres de transport. Les quais de la station sont équipés de portes palières.

### Desserte

#### Station ligne 2
Daerimg est desservie par les rames omnibus qui circulent sur la ligne 2.

Installations
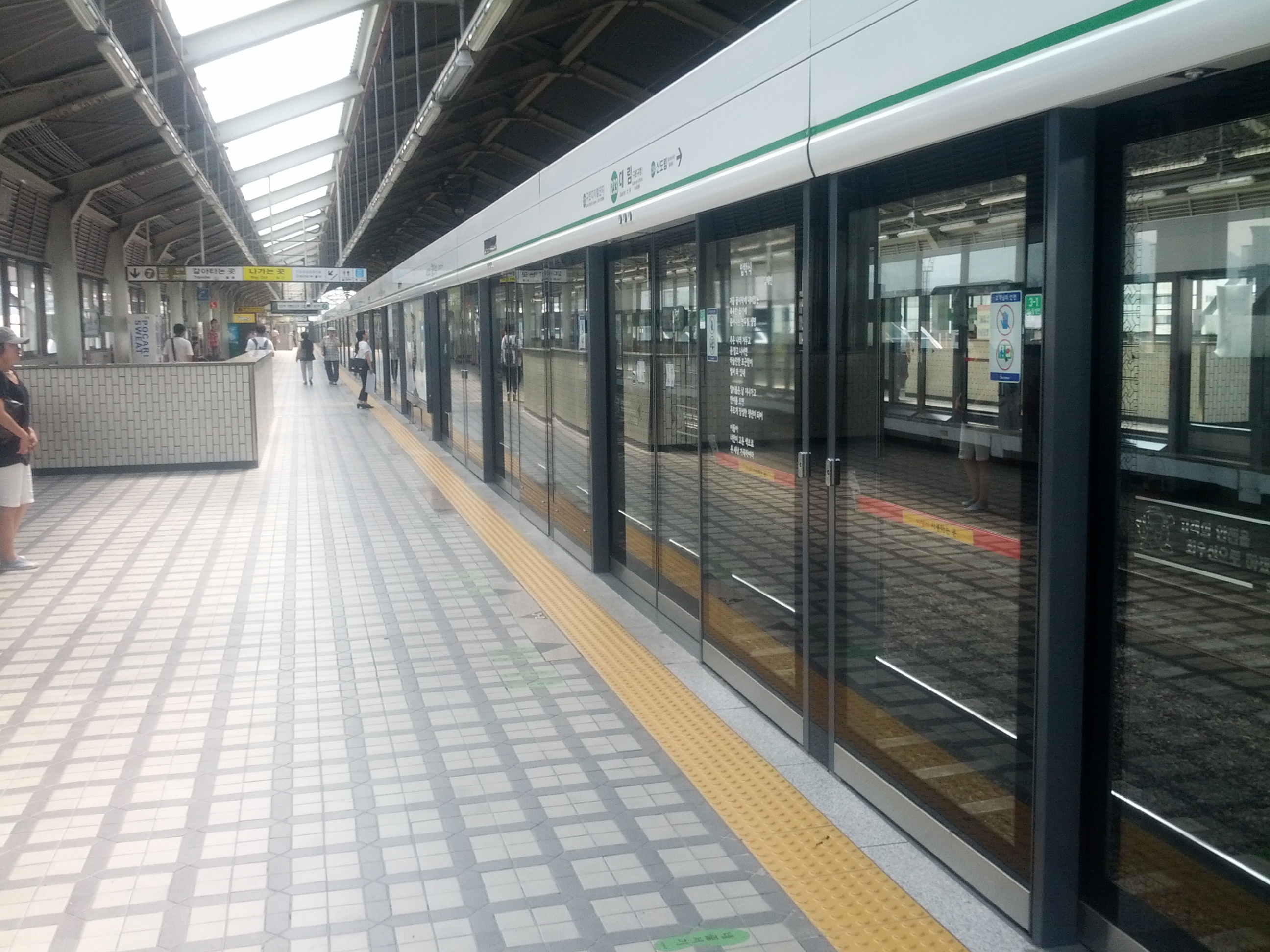
En 2013.
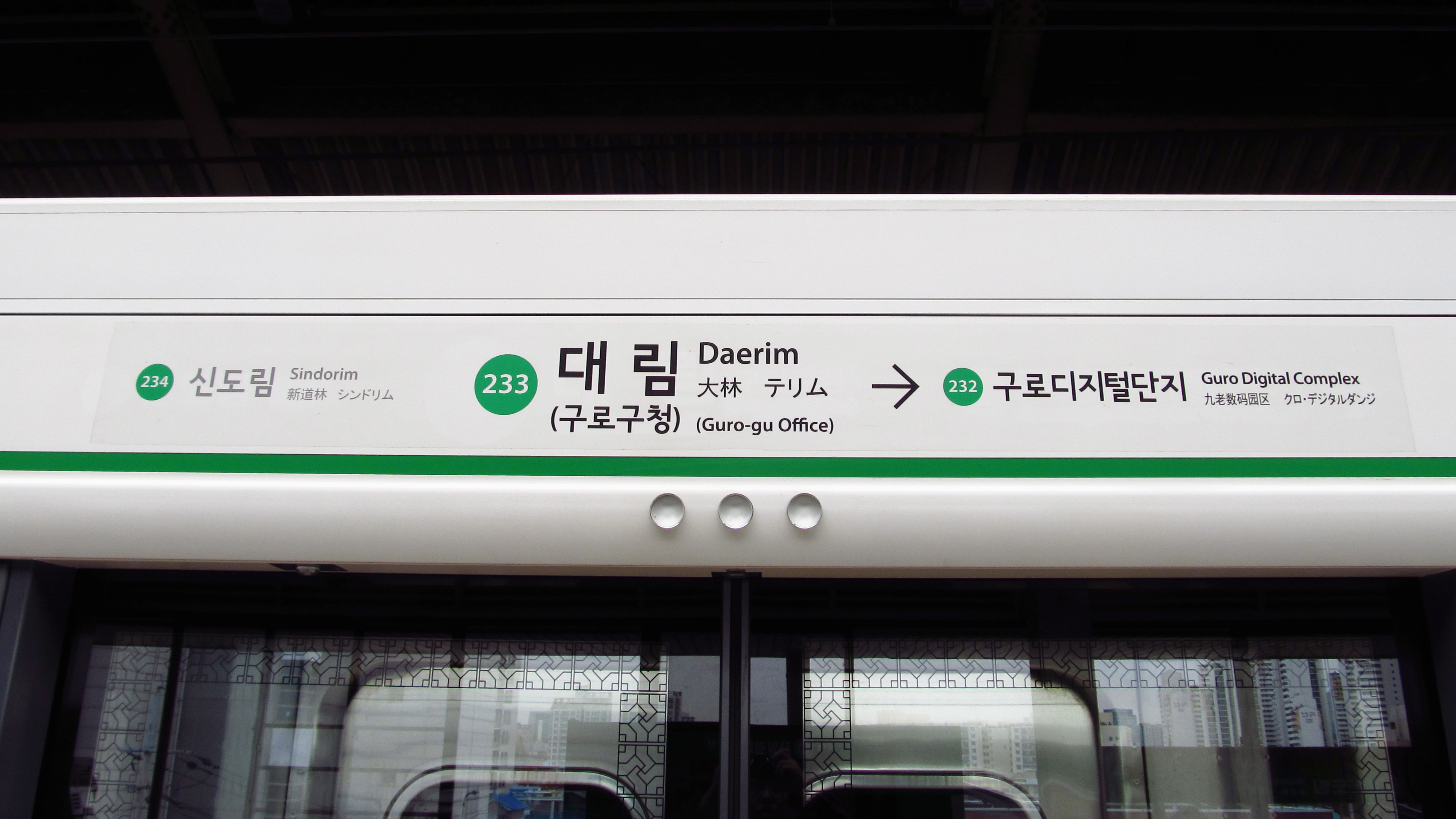
En 2018.
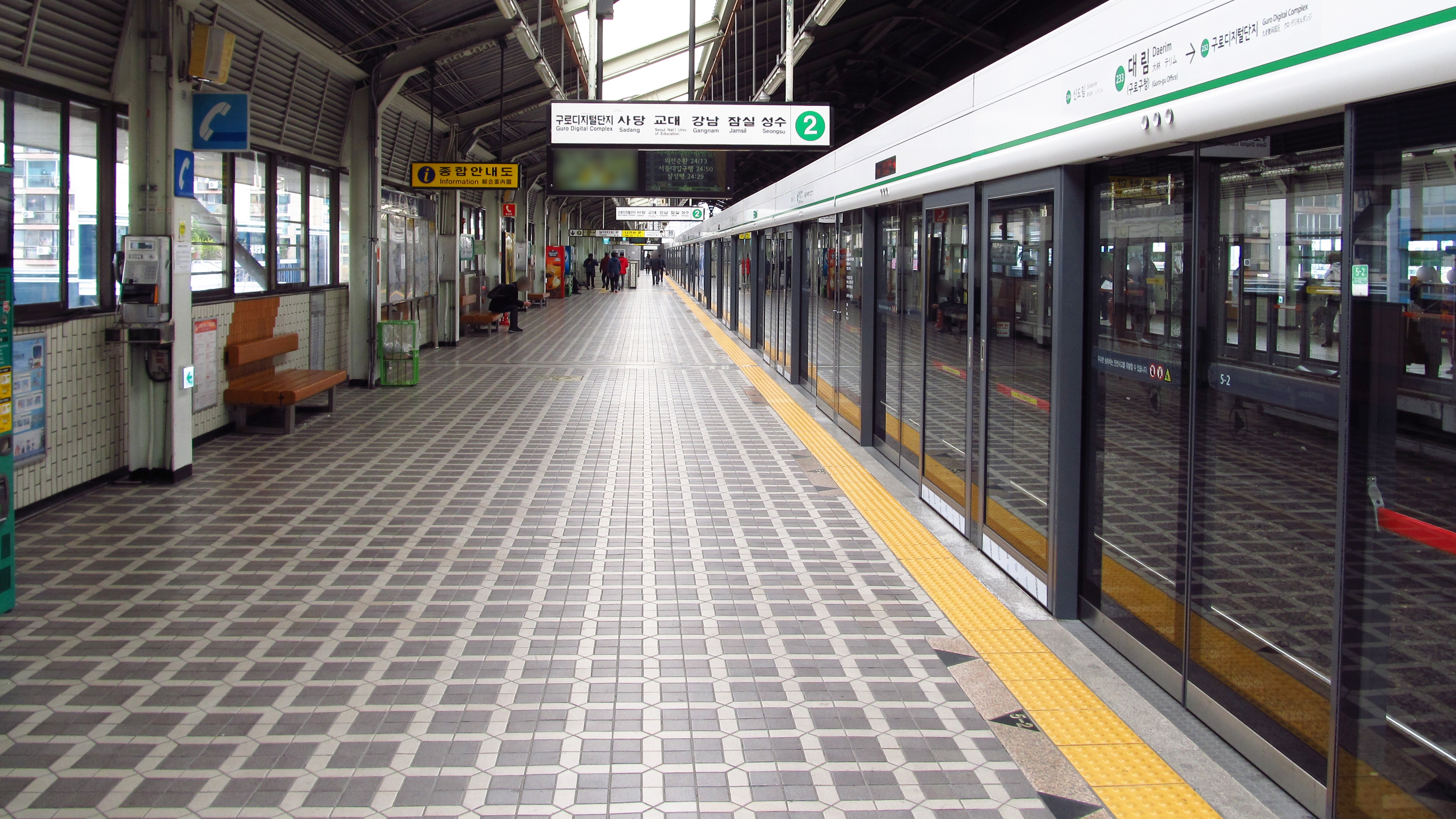
En 2018.

#### Station ligne 7
Daerimg est desservie par les rames omnibus qui circulent sur la ligne 7.

Installations
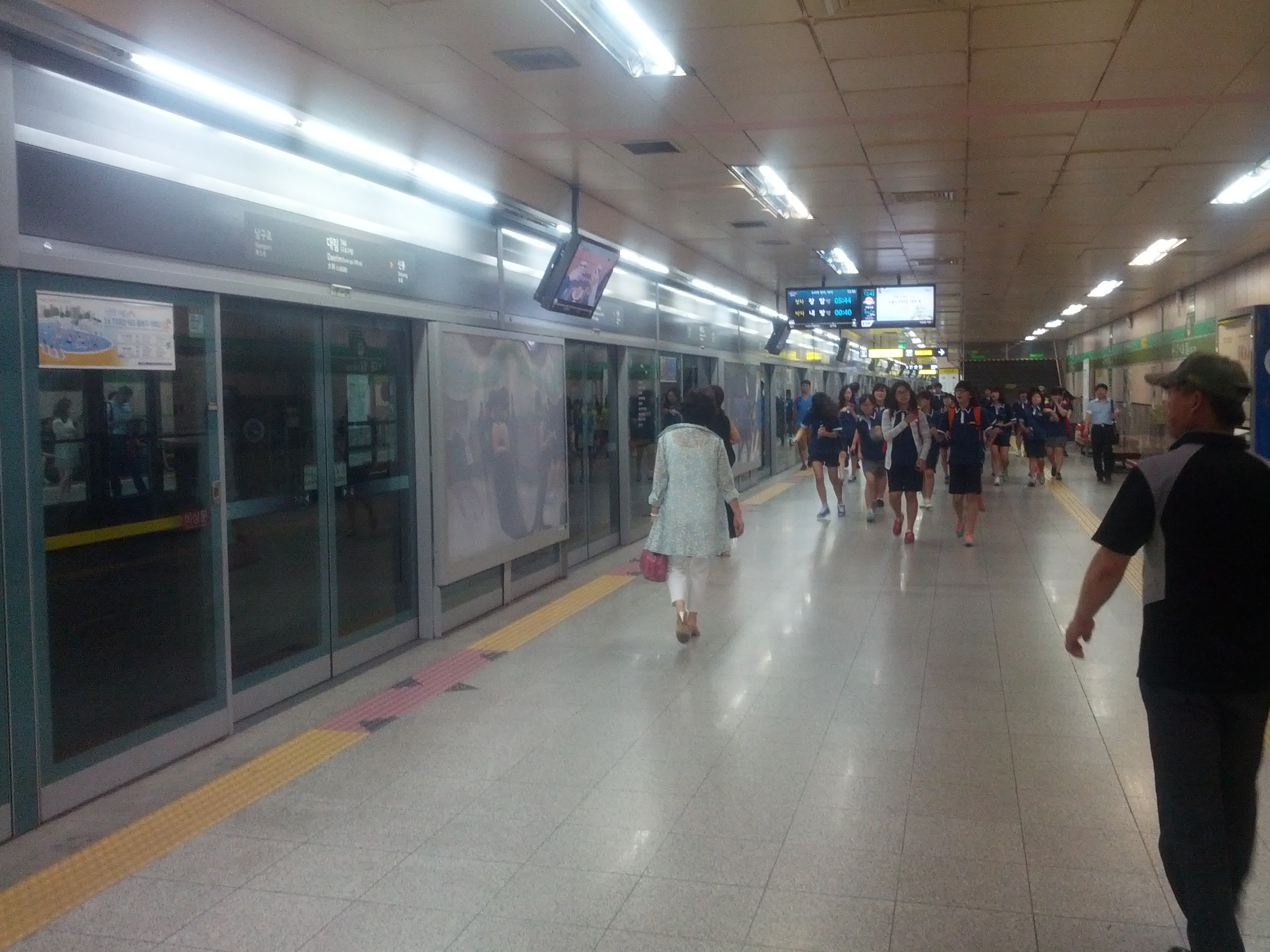
En 2013.
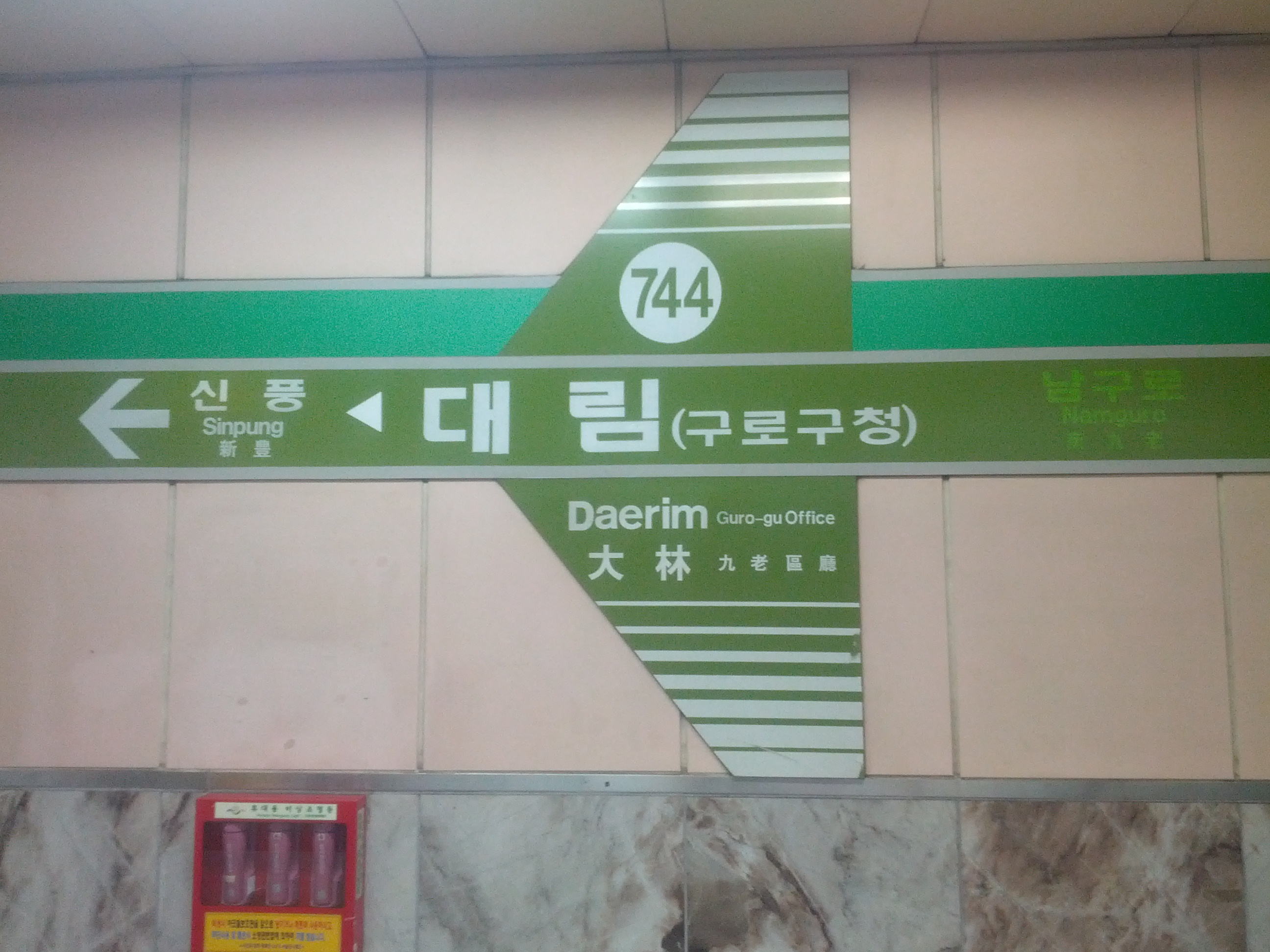
En 2013.
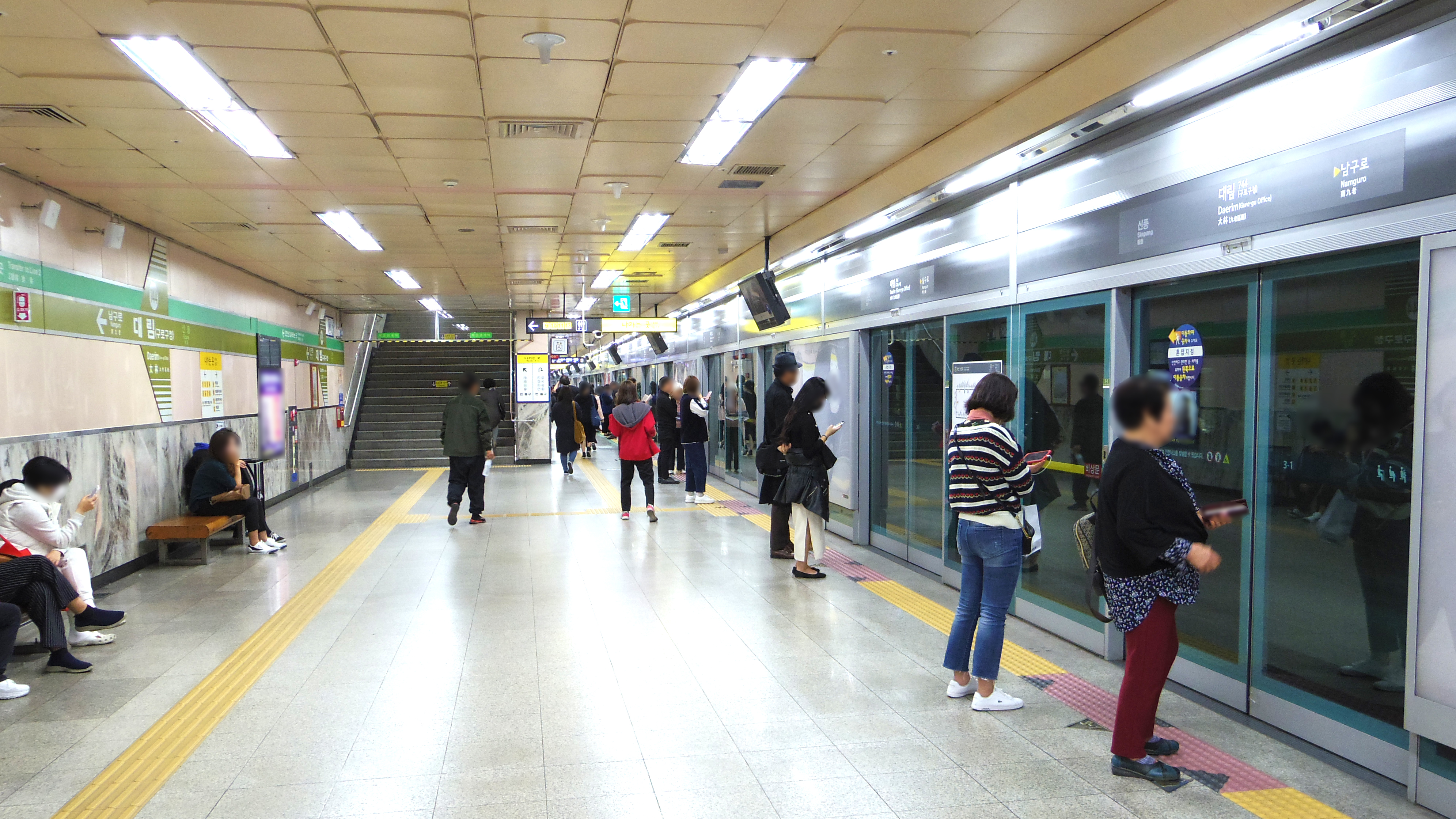
En 2020.

### Intermodalité
Des arrêts de bus urbains sont situés à proximité de certains accès.

## À proximité
La station dessert notamment : la bibliothèque de Guro et l'institut coréen des technologies de l'information.